# ابن شاس الجذامي السعدي
هو عبد الله بن نجم بن شاس بن نزار بن عشائر بن عبد الله بن محمد ابن شاس الجذامي السعدي يرجع نسبه لقبيلة بني سعد كنيته أبو محمد ولقبه «جلال الدين» قال الذهبي في أسرة ابن شاس بأنها:«بيت حشمة وإمرة».

## دراسته
كان تعليمه بمصر وأخذ عن فقهائها ولا يستبعد أن يكون ابن بري من شيوخه، تلقى علوم الحديث والفقه باستيعاب كبير، له كتاب هام في الفقه وهو عقد الجواهر الثمينة في مذهب عالم المدينة.

## وفاته
توفي سنة 616 هـ.